# Jatobá
O jatobá-verdadeiro, jatobazeiro, jatobã ou apenas jatobá, (nome científico: Hymenaea courbaril) é uma árvore da família das fabáceas. É a espécie arbórea dominante na floresta estacional semidecidual submontana. A espécie pode alcançar 40 metros de altura e 2 metros de diâmetro, embora uma árvore tenha atingido 95 metros na Amazônia. As folhas são compostas por 2 folíolos, semidecíduas, coriáceas, com seis a 14 cm de comprimento e 3 a 5 cm de largura. A floração ocorre na época de seca do ano e a frutificação ocorre cerca de 4 meses depois. Embora a espécie seja considerada ameaçada de extinção devido à superexploração, e como árvore rara, com apenas uma árvore por hectare pelo Instituto de Pesquisa e Estudos Florestais (IPEF), foi avaliada como pouco preocupante na Lista Vermelha da União Internacional para a Conservação da Natureza e dos Recursos Naturais versão 3.1, pois tem uma larga distribuição geográfica, por ser considerada comum, e por ocorrer em áreas protegidas, e por sua população não estar ameaçada ou em declínio.
É considerada sagrada por povos indígenas, que serviam os frutos antes de rituais de meditação, pois acreditavam que o fruto trazia equilíbrio mental, e pesquisas recentes demonstraram que realmente, o fruto pode trazer benefícios à organização mental, o fruto é rico em ferro, e é indicado a quem sofre de anemia [carece de fontes?]. A madeira do jatobá é uma das mais valiosas entre todas as espécies do mundo. Como espécie mais amplamente distribuída do gênero, o jatobá pode ser encontrado desde o sul do México e Antilhas até grande parte da América do Sul, no Brasil é encontrado desde o norte a sudeste; na Amazônia, na Caatinga, no Cerrado, na Mata Atlântica e no Pantanal, e está sendo introduzida na China, na Costa do Marfim, na Indonésia, no Quênia, no Madagascar, na Maurícia, em Singapura, no Sri Lanka, em Taiwan e em Uganda. É encontrada em altitudes superiores a 700 metros acima do nível do mar.
Das 6 variedades da espécie, 3 são endêmicas do Brasil, a variedade Hymenaea courbaril var. stilbocarpa está em risco de extinção, foi uma das espécies plantadas pelo Instituto Florestal de São Paulo, para conservação genética ex situ.

## Nomenclatura
Há mais de 90 denominações registradas para a espécie. Os nomes populares "jatobá" e "jutaí" são usados para os frutos e para a madeira, indistintamente e para todas as espécies do gênero Hymenaea. Jatobá pode ser traduzido do tupi como árvore dos frutos duros. Também é popularmente chamada de jutaí-açu, jutaí-bravo, jutaí-grande, jataí, jataí-açu, jataí-grande, jataí-peba, jataí-uba, jataí-uva, jataúba, jatioba, jatiúba, jupati, copal, e de jataíba, que é traduzido como árvore da abelha nativa de jataí, pois suas flores são melíferas. Devido ao forte cheiro da fruta, a árvore também ganhou o apelido de "fruta-chulé".

## Descrição

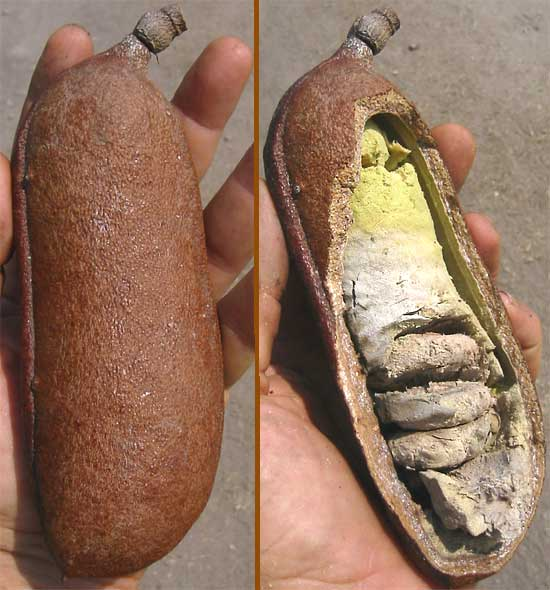
Fruto do jatobá aberto.

O jatobá cresce como uma árvore semi-heliófila e semidecídua, tolerando sombra apenas quando jovem e alcançando até 40 metros de altura e dois metros de diâmetro. O jatobá tem uma limitada regeneração, devido à predação de suas sementes e por ser semi-heliófila, as plantas que germinam em sombra tendem sobreviver por apenas 4 meses. Começa a se reproduzir entre os 8 e os 12 anos de idade. Uma árvore adulta não necessariamente produz frutos todo ano, podendo produzir de oitocentos a dois mil frutos na época da frutificação, que ocorre cerca de 3 a 4 meses após a floração durante a época seca do ano.
A polinização é feita por por várias espécies de morcegos e beija-flores que carregam o pólen por distâncias de até 7 quilômetros. A dispersão das sementes é autocórica, principalmente por gravidade, barocórica e zoocórica, feita por animais que rompem a casca dura do fruto e liberando as sementes. O fruto imaturo é verde e se torna marrom escuro quando maduro, adquirindo uma coloração negra ao longo do tempo. Os frutos são oblongos e cilíndricos, de casca lenhosa, e medem de 8 a 15 centímetros de comprimento, a polpa é farinácea, tem uma coloração amarela clara, é bastante adocicada e tem um cheiro forte. O fruto abriga de duas a mais de seis sementes, que têm um formato obovoide ou elipsoide, medem de 1,8 a 2,8 centímetros de comprimento, 1,4 a 2,0 centímetros de largura, 0,8 a 1,4 centímetros de espessura e pesam entre 2,1 e 6,2 gramas, são pétreos e lisos, apresentam uma coloração parda clara a parda escura. As flores são melíferas, utilizadas por abelhas que produzem mel a partir de seu néctar.
O jatobá tem uma inflorescência do tipo panícula, com flores actinomorfas, hermafroditas, unicarpelares e uniloculares, com cinco pétalas obovadas, brancas ou creme alaranjada e 4 sépalas verdes creme. Embora o jatobá seja resistente a pragas e doenças, suas sementes ocasionalmente são atacadas por besouros e moscas. As flores de uma erva-de-passarinho comumente encontrada parasitando o jatobá (Psittacanthus corynocephalus da família Loranthaceae), são muito semelhantes às de seu hospedeiro e se confundem com ele.
As folhas são compostas por dois folíolos subsésseis e opostamente dispostos de base desigual, com extremidade atenuada e acuminada, com limbo lustroso, glabros e coriáceos. As folhas são alternadamente dispostas e pecioladas, a nervura central é proeminente e as secundárias são abaxialmente planas. Das folhas é extraído um extrato hidrocetônico que é rico em flavonoides, e com atividade antifúngica e anticolinesterásico.

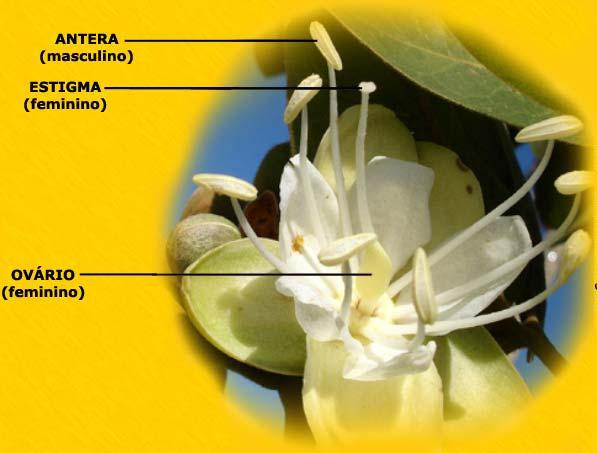
Flor do jatobá

Sua madeira é muito pesada, e é macia em relação a outras espécies do gênero, tem uma fina casta externa que apresenta uma coloração bege a cinza clara, as vezes marrom clara, tem finas estrias superficiais e lenticelas salientes, sua casca interna é grossa e tem uma coloração vermelha escura com pontos brancos ou amarelos, seu cerne apresenta uma coloração vermelha a marrom clara, as vezes com algumas manchas escuras, seu alburno é branco-amarelado. A resina é exsudada da casca, tem uma coloração amarelada transparente, e pode ser encontrada cristalizada sobre as raízes, é aromática e brilhosa. A madeira é altamente heterogênea, ocorrendo variações entre as árvores, atribuídas a fatores genéticas e ambientais, diferenças significativas ocorrem principalmente entre o alburno e o cerne, madeira de fim e início da estação de crescimento, até mesmo com células individuais sendo observadas em escalas microscópicas. O cerne é mais impermeável em relação ao alburno, que se seca e absorve produtos preservativos mais facilmente.

## Usos
O jatobá é usado principalmente para extração de madeira, sendo esta uma das causas de estar em risco de extinção. Sua madeira é muito valorizada devido sua resistência, sendo usada para acabamentos internos, sendo utilizada pelos índios para fazer canoas, e é de mais fácil manuseio em relação a outras espécies do gênero. Além da madeira, o jatobá tem valor medicinal, sendo que sua casca e a resina servem como remédio para diversas enfermidades, e a resina também pode ser utilizada como verniz vegetal, combustível, incenso, polimento e impermeabilizante. Os indígenas usavam a resina do jatobá na ponta de suas flechas para incendiar as casas de seus inimigos.
O seu fruto tem uma polpa farinácea comestível e muito nutritiva, que é consumida tanto por humanos como por  animais. É utilizada para fazer farinhas, doces e bebidas. É recomendada para uso em paisagismo e para revegetação de áreas devastadas pois atrai pássaros e mamíferos que fazem a dispersão das sementes na floresta. Também é uma boa opção para restauração de áreas contaminadas com metais pesados. Na Bolívia é recomendado seu uso para cortinas naturais.
Cerca de 120 mil metros cúbicos de madeira são extraídas ilegalmente por ano, operações para combater a exploração ilegal da madeira vem sendo feitas (cerca de 30 mil árvores), o jatobá dá nome à Operação Hymenaea, realizada pelo IBAMA e pela Polícia Federal, iniciada em julho de 2016, 21 serrarias irregulares no Maranhão foram destruídas.

### Valor comercial
O jatobá tem muito valor comercial, além de seu valor medicinal, sua madeira, sua seiva, sua casca, seu fruto e suas sementes são muito valorizadas. Em 2007 o valor das exportações de madeira do jatobá ultrapassaram o valor de 13 milhões de dólares. O valor da sua madeira em pé entre 2014 e 2015 era de cerca de 136,67 a 570 reais o metro cúbico.

## Distribuição
O jatobá é árvore nativa de Anguilla, Antigua e Barbuda, Barbados, Belize, Bonaire, Santo Eustáquio, Saba; na América do Sul em Brasil, Colômbia, Costa Rica, Cuba, Curaçao, República Dominicana, Dominica, El Salvador, Guiana Francesa Grenada, Guadalupe, Guatemala, Guiana, Haiti, Honduras, Jamaica, Martinica, México, Montserrat, Nicarágua, Panamá, Peru, Porto Rico, São Bartolomeu, Santa Lúcia, São Martin, São Vicente e Granadinas, São Martinho, Suriname, Trindade e Tobago, Venezuela, no Brasil é encontrado desde o norte ao sudeste; na Amazônia, na Caatinga, no Cerrado, na Mata Atlântica e no Pantanal. Ocorre naturalmente em solos argilos, pobres e em lugares bastante ensolarados, em várzeas altas, raramente em campos abertos, entretanto, com precipitação anual superior a 100 milímetros. É a espécie dominante da floresta estacional semidecidual, sendo também encontrada na floresta ombrófila densa da Mata Atlântica, na floresta estacional decidual em Goiás, na floresta estacional caducifólia, no baixo Paranaíba, em Minas Gerais, no Cerradão, preferencialmente nas matas ciliares, e nos terrenos vegetacionais do nordeste brasileiro. É encontrada em altitudes de mais de 900 metros acima do nível do mar e cresce bem em zonas úmidas com precipitação anual entre 1500 e 3000 mm. Apenas 31 % do Espírito Santo, especialmente o sul do estado, é adequado ao cultivo do jatobá, pois a espécie não tolera deficits hídricos superiores a 100 mm anuais.